# ماشک لامعی

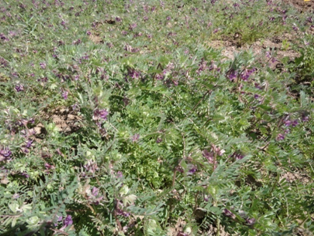
ماشک لامعی

## مقدمه
رقم جدید گیاه علوفه‌ای مناسب کشت پاییزه در مناطق سرد سیر و معتدل سرد ایران؛ سابقه بررسی
ماشک پانونیکا می‌تواند در تولید بخشی از علوفه مورد نیاز کشور و نیز سوق دادن کشاورزی دیم کشور به سمت یک کشاورزی پایدار نقش اساسی داشته باشد. شروع دیر هنگام و بارش کم در پاییز به همراه سرد شدن سریع هوا از ویژگی‌های منطقه سرد بوده که کشت پاییزه هر گیاه بجز گندم و جو را در دیمزارهای این مناطق محدود نموده است ویژگی‌های ماشک پانونیکا بخصوص از لحاظ تحمل سرما سبب شده تا این گیاه به عنوان تنها لگوم مناسب کشت پاییزه در اراضی دیم سردسیر در تناوب با غلات باشد. /

## خلاصه مشخصات دستاورد
رقم جدید با تیپ رشد پائیزه متوسط عملکرد علوفه خشک در حدود ۳۵۷۳ کیلوگرم در هکتار میانگین ارتفاع بوته ۳۴ سانتی‌متر و تعداد روز تا گلدهی حدود ۲۲۰ روز است. رنگ گل‌ها ارغوانی رنگ‌دانه سیاه و متوسط درصد پروتئین علوفه برابر ۱۶٪ است.

## مزیت اقتصاد
با فرض حدود ۲/۷ میلیون هکتار سطح آیش در دیمزارهای سرد و معتدل با متوسط ۵۰۰ کیلوگرم اضافه تولید علوفه خشک
دستور العمل کاشت داشت و برداشت

## تاریخ کاشت
تاریخ کاشت رقم لامعی در پاییز قبل از شروع بارندگی‌های مؤثر در اقلیم معتدل و سردسیری است.

## عمق کاشت
مناسب‌ترین عمق کاشت حدود ۳–۵ سانتیمتری است.

## میزان و نوع بذر مصرفی و تراکم بوته
۲۵۰ دانه در متر مربع معادل ۱۰۰ تا ۱۲۰ کیلوگرم در هکتار در نظر می‌گیرند. جهت تکثیر بذر حداکثر ۸۰ کیلوگرم بذر در هکتار توصیه می‌شود.

## نیاز کودی
مصرف ۲۰ کیلو ازت خالص در هکتار به علاوه ۱۵ تا ۳۰ کیلو فسفر خالص بسته به میزان فسفر خاک و نیز با توجه به میزان مصرف فسفر در غلات سال قبل در پاییز و به صورت جایگذاری قابل توصیه است.

## کنترل آفات و بیماریها
برگ خواران حشراتی هستنند که می‌توانند در مراحل اولیه رشد، خسارات قابل توجهی به ماشک‌ها بزنند. استفاده از طعمه مسموم(۲ کیلوگرم سوین یا ۴ لیتر دیازینون مایع به همراه ۳ کیلوگرم شکر برای ۲۰ کیلوگرم سبوس در هر هکتار) یا دیازینون گرانوله ۱۰ کیلوگرم برای هر هکتار جهت کنترل لاروها و سوسک‌ها در مرحله گیاهک مؤثر است.

## مبارزه با علفهای هرز
در ازدیاد بذر فاصله ردیف‌ها بهتر است ۵۰ سانتیمتر یا دو ردیف ۲۵ و یک ردیف ۵۰ سانتیمتری در نظر گرفت تا امکان ورود به مزرعه با تراکتور برای انجام عملیات کولتیواتور بین ردیف‌ها جهت کنترل علف‌های هرز میسر باشد.

## برداشت محصول
نیام‌ها به رشد کامل رسیده و دانه‌ها درون غلاف به شکل خمیری باشد

## مناطق کاشت
دیمزارهای سرد و معتدل در استان آذربایجان اردبیل زنجان کردستان خراسان شمالی